# Mary (film, 2005)
Pour les articles homonymes, voir Mary.
Pour plus de détails, voir Fiche technique et Distribution.
Mary est un film franco-italo-américain réalisé par Abel Ferrara, sorti en 2005.

## Synopsis
À Jérusalem, Tony Childress conclut le tournage de This Is My Blood, une vie de Jésus. L'équipe doit rentrer, mais Marie Palesi, qui incarne Marie Madeleine, semble si captivée par l'atmosphère de la ville sainte qu'elle décide de rester.
Un an après, aux États-Unis. Ted Younger anime une émission de télévision sur la vie de Jésus. Le film This Is My Blood s'apprête à sortir, malgré la polémique sur son sujet. Younger et Childress décident d'organiser une interview, mais l'animateur voudrait aussi le témoignage de Marie Palesi, jamais revenue.
Ted Younger est marié et sa femme est sur le point d'accoucher. Il va pourtant la tromper, le temps d'une nuit, pour obtenir le numéro de téléphone de Palesi. Il appelle l'actrice pour une éventuelle participation à l'émission, mais celle-ci refuse sèchement. Younger rentre alors chez lui, rejoindre sa femme. À son arrivée, il apprend qu'une grave complication est survenue, que le bébé est né prématurément, et que la mère et l'enfant sont entre la vie et la mort.

## Fiche technique
- Titre : Mary
- Réalisation : Abel Ferrara
- Scénario : Abel Ferrara, Mario Isabella, Simone Lageoles et Scott Pardo
- Photographie : Stefano Falivene
- Montage : Patrizio Marone, Adam Mcclelland, Fabio Nunziata, Langdon Page et Julia Ruell
- Musique : Francis Kuipfers
- Décors : Frank De Curtis
- Costumes : Frank DeCurtis et Silvia Nebiolo
- Production : Roberto De Nigris, Fernando Sulichin, Frank DeCurtis, Thierry Klemniuk, Jean-Pierre Marois, Jean Cazes et Riccardo Neri
- Société de production : Central Films et De Nigris Productions
- Budget : 1,8 million d'euros
- Pays d'origine :  États-Unis |  France |  Italie
- Langue : anglais, hébreu, français
- Format : couleur - 1,85:1 - Dolby Digital - 35 mm
- Genre : drame
- Durée : 83 minutes
- Dates de sortie : 
  - Italie : 6 septembre 2005 (Mostra de Venise)
  - France : 21 décembre 2005
  - Belgique : 21 décembre 2005

## Distribution
- Juliette Binoche : Marie Palesi / Marie Madeleine
- Forest Whitaker (VF : Thierry Desroses) : Ted Younger
- Heather Graham : Elizabeth
- Matthew Modine : Tony Childress / Jesus
- Marion Cotillard : Gretchen Mol
- Stefania Rocca : Brenda Sax
- Gisella Marengo : infirmière Nicu
- Francine Berting : infirmière 2
- Massimo Cortesi : le prêtre
- Jean-Yves Leloup : invité plateau
- Mohammad Cheriff : Carlos
- Shanyn Leigh

## Analyse
Le film aborde la question de la relation « amoureuse » entre Jésus et Marie-Madeleine et s'inspire du point de vue du théologien français Jean-Yves Leloup, traducteur des Évangiles de Marie, de Philippe et de Thomas, qui joue son propre rôle dans le film. Jean-Yves Leloup croit au « réalisme de l'Incarnation », à la lumière de l'Histoire des Évangiles canoniques et apocryphes et de la théologie. Juliette Binoche a fait le film notamment à cause de l'intérêt pour la modernité de cette réévaluation du personnage de Marie-Madeleine, qui a fait couler beaucoup d'encre chez la critique depuis le succès du Da Vinci Code de Dan Brown. En effet, le roman sorti en 2003 a comme thèse que Marie-Madeleine est la femme de Jésus et la mère de ses enfants.

## Autour du film
- Le tournage s'est déroulé en 2004 à Jérusalem, Matera, Calcata, New York et Rome.
- Le film est projeté en France le 9 septembre 2005 dans le cadre du Festival du cinéma américain de Deauville.
- Le film dans le film, intitulé This Is My Blood (Ceci est mon sang), fait référence à La Passion du Christ (sorti l'année d'avant) et à La Dernière Tentation du Christ (qui a subi de nombreuses pressions).

## Distinctions
- Grand prix spécial du jury à la Mostra de Venise 2005